# SCAN 20
Pour les articles homonymes, voir Scan.
Le SCAN 20 est un hydravion à coque monomoteur français réalisé par la Société de construction aéronavale (SCAN) située à La Rochelle, créée par Léon Douzille. Le prototype a été construit en secret en 1941. Il a été caché jusqu'à la Libération et n'a volé qu'en 1945.

## Historique
Le SCAN 20 a été conçu pour satisfaire à une demande de l'armée de l'air pour un petit hydravion d'entraînement (formation). C'était un hydravion monoplan à aile haute avec des flotteurs de stabilisation sous chaque aile.
Construit dans le secret en 1941, il a effectué son premier vol après la libération de la France, en octobre 1945. Le prototype était équipé d'un moteur en ligne 6 cylindres en V inversé Béarn 6D, monté en nacelle au-dessus des ailes. Les réservoirs d'essence, logés dans les ailes, avaient une capacité de 450 litres.
Une commande de 30 avions a été lancée pour la Marine française, mais seuls 23 ont été livrés.

## Spécifications
Caractéristiques générales
- Équipage : 2 (double commande)
- Capacité : 2 passagers
- Longueur : 11,99 m
- Hauteur : 3,68 m
- Envergure : 15 m
- Surface : 32 m2
- Masse à vide : 1 770 kg
- Masse maximale : 2 270 kg
- Motorisation : Béarn à 6 cylindres refroidis par air, 350 ch à 2 700 tr/min ou un Potez 8D de 320 ch

Performance
- Vitesse maximale : 250 km/h
- Vitesse d'amerrissage : 85 km/h
- Rayon d'action : 1 000 km
- Plafond de service : 5 500 m

## Photos

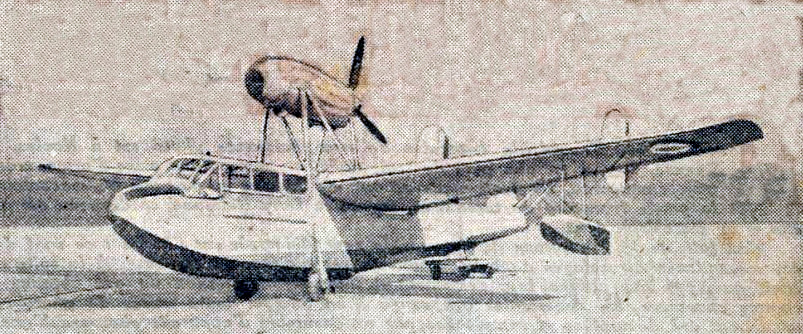
Le S.C.A.N. 20 lors de son premier vol en 1947
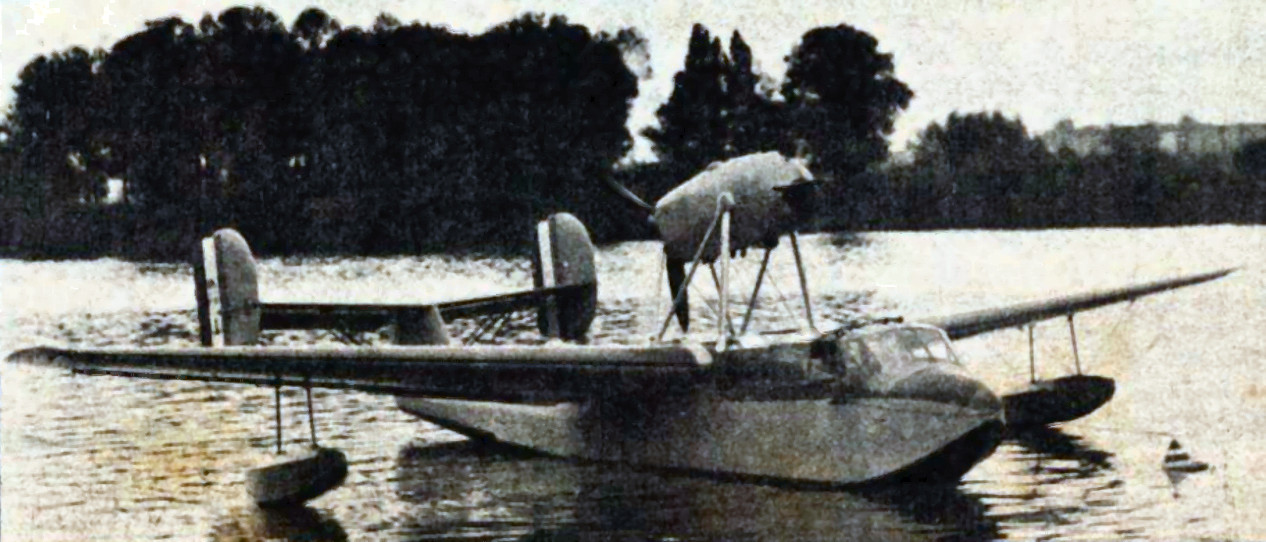
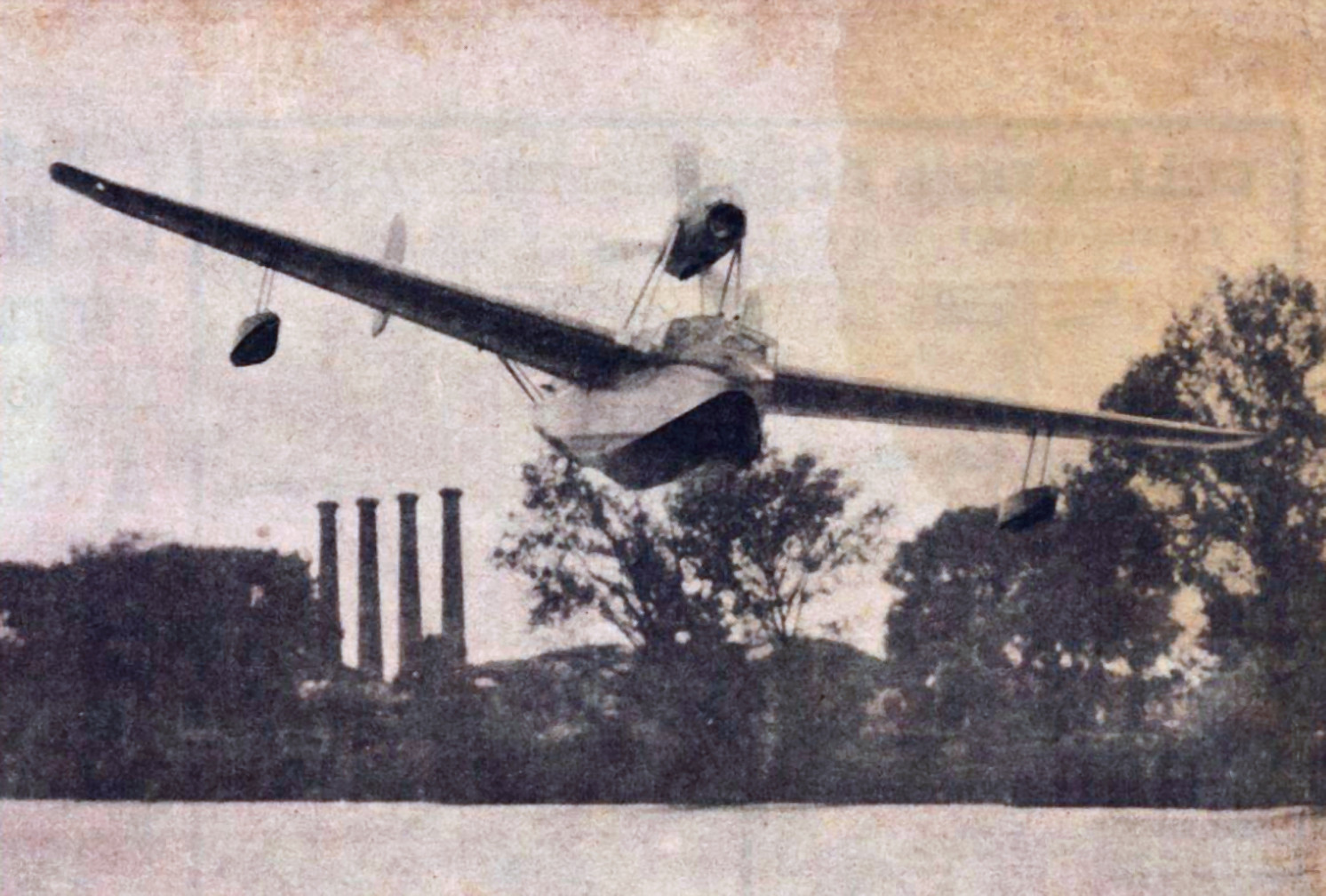